# Slaves and Masters
 (décembre 2020).
Si vous disposez d'ouvrages ou d'articles de référence ou si vous connaissez des sites web de qualité traitant du thème abordé ici, merci de compléter l'article en donnant les références utiles à sa vérifiabilité et en les liant à la section « Notes et références ».
Albums de Deep Purple
The House of Blue Light
(1987) The Battle Rages On
(1993)
Slaves and Masters est le treizième album studio du groupe de hard rock britannique Deep Purple sorti en 1990. Il s'agit de l'unique album studio sorti par la Mark V du groupe, avec Joe Lynn Turner remplaçant Ian Gillan comme chanteur. Ce dernier ayant été renvoyé du groupe l'année précédente.

## Historique
Ian Gillan, à qui Ritchie Blackmore attribue le faible succès de l'album précédent (The House of Blue Light), est prié de quitter Deep Purple. Blackmore engage donc Joe Lynn Turner, le dernier chanteur de  Rainbow, le groupe que Blackmore avait créé à son départ de Deep Purple en 1975. Les trois autres membres du groupe désapprouvent cette décision mais l'album est quand même enregistré. 
Avant d'embaucher Turner, le groupe envisage de recruter Jimi Jamison, chanteur du groupe Survivor, mais indisponible pour de multiples raisons.. 
L'album est assez mal reçu par les fans et la presse, la plupart d'entre eux ne le considèrent pas comme un album de Deep Purple, à la fois parce que c'est le seul album du groupe avec Turner comme chanteur, et parce que le genre musical n'est pas du tout celui pour lequel Deep Purple est connu. Roger Glover, Jon Lord et Ian Paice eux-mêmes affirment avec ironie que Slaves and Masters est « le meilleur album de Rainbow jamais réalisé par Deep Purple », contrairement à Ritchie Blackmore, qui considère cet opus comme « le meilleur effort de cette période de réunification ». Les fans du rock dur de Deep Purple pensent que les parties vocales sont un peu trop mélodiques. Cependant, Turner est encore membre du groupe lorsqu'il commence à enregistrer son prochain album en 1992 The Battle Rages On. 
Après ce mauvais résultat, Lord, Glover et Paice doivent convaincre Blackmore que Gillan est le seul chanteur pour Deep Purple, ce qui amène le groupe à renvoyer Turner pour récupérer Gillan. 
Bien que l'album n'attire pas la grande attention médiatique et est pratiquement ignoré aux États-Unis, la tournée européenne de 1991 se révèle un très grand succès musicalement et financièrement. Certains reconnaissent volontiers le talent de la Mk V pour donner des concerts impressionnants avec divers setlists.

## Titres

### Éditions vinyle et cassette

#### Face A
1. King of Dreams (Blackmore, Glover, Turner) – 5:26
2. The Cut Runs Deep (Blackmore, Glover, Lord, Paice, Turner) – 5:42
3. Fire in the Basement (Blackmore, Glover, Lord, Paice, Turner) – 4:43
4. Fortuneteller (Blackmore, Glover, Lord, Paice, Turner) – 5:49

#### Face B
1. Truth Hurts (Blackmore, Glover, Turner) – 5:14
2. Love Conquers All (Blackmore, Glover, Turner) – 3:47
3. Breakfast in Bed (Blackmore, Glover, Turner) – 5:17
4. Too Much Is Not Enough (Al Greenwood (en), Bob Held, Turner) – 4:17
5. Wicked Ways (Blackmore, Glover, Lord, Paice, Turner) – 6:33

### Éditions CD
1. King of Dreams (Blackmore, Glover, Turner) – 5:26
2. The Cut Runs Deep (Blackmore, Glover, Lord, Paice, Turner) – 5:42
3. Fire in the Basement (Blackmore, Glover, Lord, Paice, Turner) – 4:43
4. Truth Hurts (Blackmore, Glover, Turner) – 5:14
5. Breakfast in Bed (Blackmore, Glover, Turner) – 5:17
6. Love Conquers All (Blackmore, Glover, Turner) – 3:47
7. Fortuneteller (Blackmore, Glover, Lord, Paice, Turner) – 5:49
8. Too Much Is Not Enough (Greenwood, Held, Turner) – 4:17
9. Wicked Ways (Blackmore, Glover, Lord, Paice, Turner) – 6:33

## Musiciens
- Ritchie Blackmore : guitare
- Roger Glover : basse
- Jon Lord : claviers
- Ian Paice : batterie
- Joe Lynn Turner : chant